# ユセフ・アムラニ
ユセフ・アムラニ（英語: Youssef Amrani、アラビア語: يوسف عمراني、1953年9月23日 - ）は、モロッコの外交官であり、イスティクラル党の政治家。 2012年1月3日以来、同国首相のアブデルイラーフ・ベン・キーラーンの内閣にて外務協力副大臣を務めている。これ以前にもアムラニは1978年から首都ラバトの外務省で公務員として働いていた。アムラニはまた、いくつものスペイン語圏の国々でモロッコ領事および大使を務め、2012年2月まで地中海連合の事務記長を務めた。